# Aclytia conspicua
Aclytia conspicua är en fjärilsart som beskrevs av Druce 1884. Aclytia conspicua ingår i släktet Aclytia och familjen björnspinnare. Inga underarter finns listade i Catalogue of Life.